# Viðreisn
Odrodzenie lub Partia Reform (isl. Viðreisn) – islandzka partia polityczna o profilu centrowym, założona w 2016.

## Historia
Platforma polityczna o nazwie Viðreisn powstała w 2014 z inicjatywy przedsiębiorcy Benedikta Jóhannessona, działacza Partii Niepodległości, którą opuścił z uwagi na stanowisko tej partii wobec wolnego handlu i integracji z UE. Ugrupowanie o tożsamej nazwie Viðreisn zostało formalnie zawiązane w maju 2016, a Benedikt Jóhannesson został jego przewodniczącym. Nowa partia opowiedziała się za wolnym rynkiem, równym dostępem do edukacji i integracją z Unią Europejską.
Ugrupowanie wystartowało w wyborach w październiku 2016. Otrzymało 10,5% głosów, wprowadzając do Althingu 7 swoich przedstawicieli. Partia dołączyła następnie do powołanego w styczniu gabinetu Bjarniego Benediktssona.
W październiku 2017, na kilkanaście dni przed przedterminowymi wyborami parlamentarnymi, nową przewodniczącą ugrupowania została Þorgerður Katrín Gunnarsdóttir. W wyborach w tym samym miesiącu partia otrzymała około 6,7% głosów, wprowadzając 4 swoich deputowanych, przechodząc następnie do opozycji. W kolejnych wyborach w 2021 ugrupowanie otrzymało 8,3% głosów i 5 miejsc w parlamencie nowej kadencji. W 2024 formacja zwiększyła swoje poparcie do 15,8% głosów, a poselską reprezentację do 11 osób. W grudniu tego samego roku partia dołączyła do nowej koalicji rządowej, współtworząc gabinet Katrín Jakobsdóttir.